# 潘国平
潘国平（1946年—2013年4月18日），中国上海人。1966年，潘国平参与了上海造反派组织“工总司”的成立并任常委，参与了安亭事件、《解放日报》事件、一月风暴等上海文革重要事件，曾任上海市总工会常委。文革后被捕入狱。

## 生平

### 早年经历
1946年，潘国平生于上海的一个工人家庭，父亲在中华人民共和国建国前开过戏院。1962年，潘国平初中毕业后应征入伍，1964年10月因伤复员，被分配到上海玻璃机械厂（位于上海市杨浦区内江路200号，现改造为运动场馆）做模具木工。潘国平喜爱画画、话剧和评弹，曾参加沪东工人文化宫的评弹演出。进厂不久被借调厂工会，负责发戏票和出黑板报。
1965年，四清运动爆发，运动工作队入驻上海玻璃机械厂，1966年初，潘国平因对工作队领导提意见，认为工作队不符合《二十三条》而被列为四清运动重点对象。潘国平后来回忆称「当时厂里的干部，从党委书记、厂长到科长、车间主任全部成了『四清下台干部』，被工作队批判审查，还有几个人被迫自杀。」

### 文革造反派
1966年5月，文化大革命爆发，6月，潘国平响应聂元梓被人民日报转载的《宋硕、陆平、彭珮云在文化革命中究竟干些什么？》，贴出了反对四清工作队、支持工厂原领导的大字报《工作队包庇牛鬼蛇神过关》。导致潘国平第二天就被工作队批判为「大毒草」、「把矛头指向工作队，就是指向党的领导」，潘国平母亲的个人隐私也被工作队作为攻击潘国平的素材抛出。潘国平本想在厂党委的支持下报考上海戏剧学院，在工作队的反对下，工厂指责潘国平报考是因为想当演员，「看不起工人阶级」而拒绝出具报考必须的所在单位介绍信。
1966年8月18日，毛泽东接见红卫兵引发全国红卫兵大串联。同月，潘国平在街头辩论会结识了前往上海串联的北京红卫兵，并在8月28日综合从北京红卫兵处得到的信息发表大字报《揭市委“十条”内幕》，8月31日和北京红卫兵一起参加了冲击上海市委办公大楼的“8•31”事件，随后在北京一零一中学红卫兵的帮助下前往北京告状，潘国平回到上海后在厂内成立了造反派组织「毛泽东思想战斗队」。11月6日，潘国平参加北京造反派组织「首都三司」召开的「了解上海工矿企业文化革命情况座谈会」，王洪文在内的上海十几个工厂代表出席，会上决定成立上海工人造反派组织「上海工人革命造反总司令部」，潘国平被推选为「工总司」成立大会执行主席，并在工总司成立后当选常委。潘国平由此在文革中被称为「潘司令」。11月10日，安亭事件爆发，潘国平前往北京，作为「工总司」代表与张春桥谈判，最终张春桥签字同意了承认工总司合法性、反对上海市委的五条要求。文革后潘国平曾在采访中分析：「安亭事件确定了张春桥与我的关系。一些红卫兵後来对我说，张春桥像佛一样敬我，像贼一样防我。『敬』我是因为我在安亭事件中逼他下注，结果使他大赢了一把。防我是因为我不大听话。」
造反派回到上海后不久，《解放日报》事件爆发，在王洪文的示意下，潘国平代表工总司前往解放日报社提议「红革会」撤出报社，随后请时任上海市委书记处书记王一平前往报社谈判。但潘国平在回家时被围观者认出，因此被「围攻了一整晚，直到凌晨3点才被工总司黄浦区联络站抢出。」
1967年，上海掀起了夺市委权的一月风暴，1月6日，上海造反派决定召开「彻底打倒以陈丕显、曹荻秋为首的上海市委大会」，原定由潘国平主持大会，但由于潘国平「躲在一处睡觉，睡过头了」，工总司范佐栋在王洪文的建议下成为会议主持人。潘国平在文革后解释「自己当时是存心这样的」，说他「曾经从红卫兵处听说，王洪文等在背后说他喜欢抛头露面出风头，所以就设法避开了」。2月5日，上海人民公社成立。潘国平担任成立大会执行主席。

### 失势与被审查
1967年开始，潘国平逐渐淡出工总司权力核心。潘国平工作散漫，根据黄金海的回忆，潘国平曾「在复兴中路他召开各区会议，结果不掌握会议，会开到一半跑到楼上，睡在床上。还有一次会议开了一半，见到人家区里开来的两用车，就开车跑了。小潘在游行时，几十万人的队伍，可以扔下不管，自己跑了，不知干什么去了。」潘国平还多次以谈恋爱为名猥亵、奸污女性，受害者包括工总司总部办公大楼的工人，文攻武卫期间，潘国平与市文攻武卫指挥部关押在工总司办公大楼的审查对象「不知怎的搭上，几次在关押的小房间内苟合。」最终导致市文攻武卫指挥部向王洪文告状，潘国平在与廖祖康谈话中承认了作风问题。同时，潘国平与王洪文的分歧不断加深。他曾经试图拉拢反王洪文派系但是失败，1968年8月，他整理了王洪文的材料请北京红卫兵转交王大宾，希望通过王大宾传递到中央文革小组，但最终不了了之。
1968年10月，上海革委会决定潘国平回厂劳动。12月11日，潘国平第一次被工总司总部正式审查，审查由叶昌明负责，以「玩弄女性问题」为主。第一次审查于1969年2月11日结束，潘国平保留了工总司常委职务。1969年12月7日，潘国平因「经济问题」、「男女关系问题」、「妄图分裂上海工人队伍」被第二次审查，第二次审查于1970年2月19日结束，审查结果指出潘国平因为倒卖而获利近几千元，决定让潘国平经济上退赔并下放劳动。根据负责审查潘国平的叶昌明回忆，王洪文曾当面批判潘国平「判你十五年不算多的」，但「对潘的严重问题，因为所谓要考虑文革的因素，而把他给包庇下来了。」
1971年，潘国平入选上海市革委会委员。1972年，“工总司”重组为“上海市工代会”。1973年4月，潘国平在上海第五届工代会上由原先的常委降为普通委员。1974年9月，陈丕显根据毛泽东的批示被解放并准备安排工作，潘国平作为「陈丕显的老对手」被张春桥指名安排工作，任上海市总工会常委。1975年10月21日，潘国平由于「攻击江青、张春桥、王洪文同志」被隔离审查，根据《关于潘国平问题的摘要材料》的描述，潘国平「说江青是武则天」；同时把王洪文当作他的最大政敌，说王洪文「胆小、驯服，没有能力，当副主席只是过渡，将来接班的是江青和张春桥」；张春桥在他的口中则是「有野心，会耍政治手腕，把我潘国平当一张王牌，去和王洪文抗衡」。在审查材料中，潘国平的政治、经济观点也被提及，他主张「还政于民，缩小打击面，减少政治犯，做到让人民有言论、行动的自由，实行真正的民主」、「积极引进外国资本，不搞单方面援助」、「缩减军队，减少开支，增加工资，提高人民生活」。1975年12月31日，时任中共副主席的王洪文指示「让小潘回家过年吧」，市总工会结束对潘国平的审查，决定撤销潘国平常委职务，在工会系统通报其所犯错误并下放陈阿大所在的良工阀门厂劳动。

### 被捕与晚年
1976年10月，怀仁堂事变爆发，潘国平给中央办公厅电话报告上海市委的武装暴动预谋，并表示自己「坚决支持中央对王张江姚采取的措施」，反对四人帮的立场让他没有被立马逮捕。1977年9月，在邓小平的指示下，潘国平被抓并判刑8年，关押在上海市提篮桥监狱。出狱后在广州因“企图偷越香港”和投机倒把罪（炒邮票）又被关押一年，后再判6年:320，1992年获释。潘国平出狱后曾回忆被逮捕的缘由：「上海市委原来的一些老干部，如王一平，韩哲一，和我的关系都还不错。他们也知道我与四人帮关系究竟如何。苏振华到上海市委当第一书记的时候，许世友也与他打了招呼，还叫田普来上海找我，那时中央工作组已经明确宣布不处理我了。粉碎四人帮之後的一两个月，他们在上海的余党差不多全被抓了进去。而我是到一九七七年九月才被抓的，主要是邓小平视察上海，彭冲向邓汇报说对我不作处理，邓小平说潘国平怎么可以不处理？王洪文原来还是他手下的，後来我就被判了八年徒刑。」
1996年，潘国平因女儿在美而申请移民纽约，曾居纽约市和巴尔的摩，从事古董交易。一篇2003年的报道提到潘国平后来与香港商人杨子慧再婚，有一名10岁的继子James。2006年5月，潘国平出席在纽约市法拉盛举办的文革40周年国际研讨会。
2013年4月18日，潘国平在上海新华医院去世，享年68岁。

## 家庭
- 前妻：谭圆圆，上海芭蕾舞演员，后移居美国[5]，父亲曾经是国民政府时期的军医[3]。两人育有一女。结离婚日期不详。